# رئیس جوزف
رئیس جوزف (انگلیسی: Chief Joseph) رهبر قبیله سرخ پوست نز پرس در ایالات متحده آمریکا بود.